# Hymenocallis lehmilleri
Hymenocallis lehmilleri là một loài thực vật có hoa trong họ Amaryllidaceae. Loài này được T.M.Howard mô tả khoa học đầu tiên năm 2003.